# Sender Freies Berlin

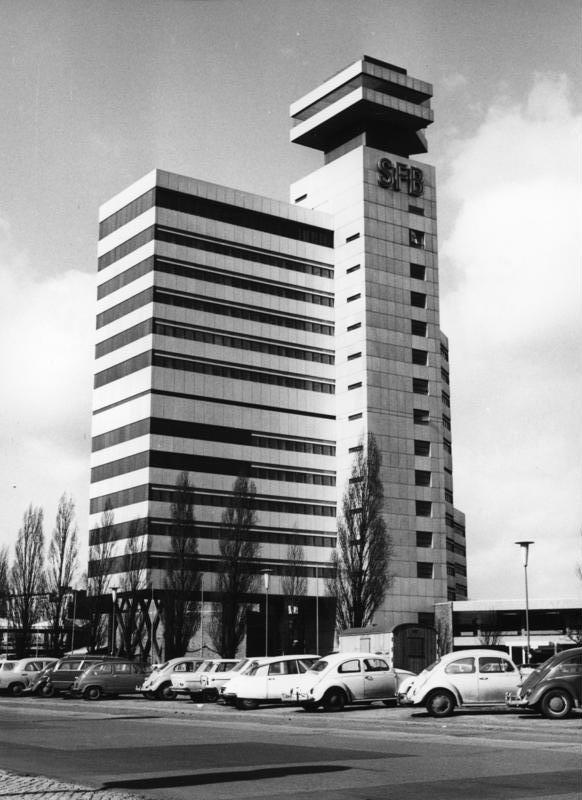
SFB-kantoor

De Sender Freies Berlin (SFB) was vanaf de oprichting op 12 november 1953 tot en met 30 april 2003 als publieke omroep voor de deelstaat Berlijn actief. Met ingang van 1 mei 2003 fuseerde de SFB met de Ostdeutscher Rundfunk Brandenburg (ORB) tot het nieuwe Rundfunk Berlin-Brandenburg (RBB). Net zoals de RBB nu, waren ook de ORB en SFB deelnemer in de Arbeitsgemeinschaft der öffentlich-rechtlichen Rundfunkanstalten der Bundesrepublik Deutschland (ARD).
Met de naamgeving in de stijl der tijd verhief de zender zich in de toentertijd gebruikelijke manier voor een "vrij", (socialistisch) onbezet Berlijn en zijn bevoegdheid voor de gehele stad. Als tegenreactie daarop werd in Oost-Berlijn de staatsomroep van de DDR opgericht.